# 리노 이벤트 센터
리노 이벤트 센터(영어: Reno Events Center)는 미국 네바다주 리노에 위치한 실내 경기장이다. 과거 G 리그 리노 빅혼즈의 홈경기장으로 사용했었다.